# Storbritannien i olympiska vinterspelen 1980
Storbritannien deltog med 48 deltagare vid de olympiska vinterspelen 1980 i Lake Placid.  Totalt vann de en guldmedalj.

## Medaljer

### Guld
- Robin Cousins - Konståkning.